# Lopharcha erioptila
Lopharcha erioptila es una especie de polilla de la familia Tortricidae. Fue descrito por primera vez en 1912 por  Edward Meyrick. Se encuentra en Sri Lanka.